# فرن کاتن
فرن وود (متولد ۳ سپتامبر ۱۹۸۱) یک پخش کننده و نویسنده انگلیسی است . بسیاری او را با نام کاتن می‌شناسند. او کار خود را در اواخر دهه ۱۹۹۰ با ارائه برنامه‌های تلویزیونی مختلف کودکان آغاز کرد.
در سال ۲۰۱۸، کاتن شروع به ارائه یک پادکست در دسترس برای پلتفرم‌های پخش آنلاین کرد. او همچنین هشت کتاب خودیاری، دو کتاب برای کودکان و چهار کتاب در مورد تغذیه سالم منتشر کرده‌است.
کاتن در نورث وود، منطقه هیلینگدون لندن، از خانواده میک و لین کاتن به دنیا آمد. او یک برادر کوچکتر به نام جیمی کاتن دارد. او در نزدیکی ایستکوت بزرگ شد و در مدرسه هایدون تحصیل کرد. او ماهی‌خوار و دوستدار حیوانات است. او در چندین نیمه ماراتن برای خیریه شرکت کرده‌است. بیل کاتن، مدیر سابق بی‌بی‌سی (۱۹۲۸–۲۰۰۸) پسر عموی پدربزرگ پدری او بود. در اوت ۲۰۱۷، اصل و نسب کاتن در سریال تلویزیونی بی‌بی‌سی که فکر می‌کنید چه کسی هستید؟ مورد بررسی قرار گرفت